# Rubén Alcaraz
Rubén Alcaraz Jiménez (Barcellona, 1º maggio 1991) è un calciatore spagnolo, centrocampista del Cadice.

## Caratteristiche tecniche
È un centrocampista centrale.

## Carriera
È cresciuto nelle giovanili di Barcellona ed Espanyol.
Al termine della stagione 2016-2017 è stato promosso con il Girona nella massima divisione spagnola dove rimarrà fino al 2018, con una breve parentesi nell’almeria durante la stagione 2017-2018 dove collezionerà 42 presenze. Nell’agosto 2018 passa al Real Valladoid dove rimarrà fino al gennaio del 2022 collezionando ben 112 presenze tra campionato e coppa. Successivamente passa al Cadice; nel dicembre del 2022, segna in amichevole il suo primo gol al Cadice contro la Roma.